# Humpolec
Humpolec (německy Humpoletz, 1939–1945 také Gumpolds) je město v okrese Pelhřimov v kraji Vysočina, 23 km severozápadně od Jihlavy, přibližně v polovině cesty po dálnici D1 mezi Brnem a Prahou. Žije zde přibližně 11 tisíc obyvatel.

## Historie

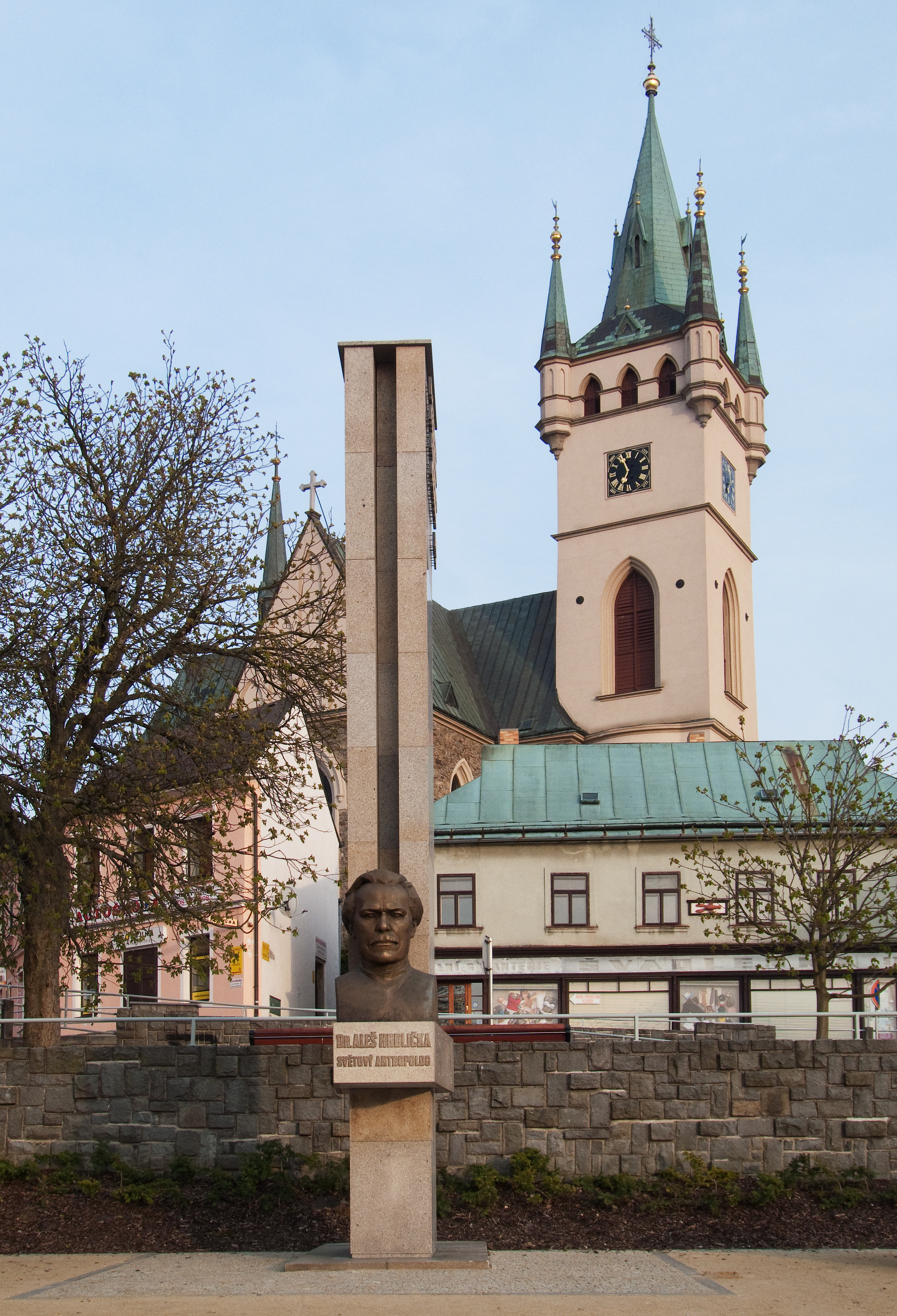
Kostel sv. Mikuláše a památník Aleše Hrdličky

Humpolec je zmiňován v listině krále Přemysla Otakara I. hlásící se do roku 1219. Tato listina je ale falešná, nicméně byla napsána nejspíše ještě před rokem 1245. První spolehlivá písemná zmínka o Humpolci tak pochází až z roku 1233. Vznikl však zřejmě dříve jako strážní místo na stezce vedoucí z Prahy a z jihovýchodních Čech na Moravu; z Humpolce vedla trasa stezky směrem na Jihlavu. V roce 1233 vlastnil v Humpolci nějaké majetky řád německých rytířů. Ten je tehdy prodal želivskému klášteru a předal mu i práva ke zdejšímu kostelu. Samotnou ves získal nejspíše v této době pravděpodobně od panovníka pražský špitál sv. Františka v Praze patřící řádu křižovníků s červenou hvězdou. Kostel sv. Mikuláše je zmiňován v roce 1233; původní gotická část byla vystavěna asi ve 3. čtvrtině 13. století. Posléze ves patřila pánům z Lipé, pánům z Dubé, pánům z Leskovce, Trčkům a z Lípy a pánům z Říčan. Během husitských válek město bylo jednou z husitských výsep.
Mezi 13. a 15. stoletím se v Humpolci těžilo stříbro, později převládlo soukenictví. V roce 1597 zde byl založen pivovar majitelů heráleckého panství, na jehož tradici v roce 1991 navázal podnikatel Stanislav Bernard, když ze zkrachovalého pivovaru vybudoval prosperující rodinný pivovar Bernard.
V roce 1714 postihl Humpolec mor.
Po bitvě na Bílé hoře bylo město zkonfiskováno a majiteli se stali páni ze Somlsu. Následně byl Humpolec v majetku dalších rodů. 

### 19. století
V roce 1807, kdy Humpolec vlastnil hrabě Wolkenstein-Troszburg, byla tehdejší vesnice  povýšena na město. V 19. století byl ve městě velmi rozvinutý soukenický cech a město získalo přezdívku Český Manchester. V roce 1848 ve městě vznikla národní garda a poslancem za město se stal Karel Havlíček Borovský. Dne 30. srpna 1862 zde byl založen "Zpěvácký spolek" Čech a Lech. Dne 1. září 1894 byl Humpolec napojen na železniční síť.

### 20. století
Moderní úpravy města, provedené v letech 1939 a 1941, navrhoval architekt Josef Gočár. V roce 1910 byl ve městě zřízen okresní úřad okresu Humpolec, město zůstalo okresním až do roku 1960, kdy došlo k reorganizaci státní správy a Humpolec se stal součástí okresu Pelhřimov.

## Společnost

### Školství
Město Humpolec zřizuje jako příspěvkové organizace Mateřskou školu Humpolec, dvě základní školy – Hálkova a Hradská a Základní uměleckou školu Gustava Mahlera. Ve městě jsou tři střední školy. Gymnázium dr. Aleše Hrdličky bylo založeno v roce 1937 jako městská reálka. Střední škola Česká zemědělská akademie v Humpolci nabízí čtyři maturitní obory – přírodovědné lyceum, agropodnikání (3 specializace: ekologické a konvenční zemědělství, biotechnologie a chov koní a jezdectví), chovatelství a mechanizace a služby. Dále pak vyučuje obory s výučním listem (autoelektrikář, automechanik, karosář, opravář zemědělských strojů, opravářské práce, instalatér, tesař, zedník, jezdec a chovatel koní a zemědělec–farmář. Nabízí i možnosti nástavbového studia zakončeného maturitou ve třech oblastech – autotronik, podnikání a stavební provoz. Nachází se zde školní statek Zlatá podkova. Dále tu sídlí soukromá Střední škola informatiky a cestovního ruchu SČMSD Humpolec, kde se vyučují dva maturitní obory (informační technologie, obchodník), dva učební obory zakončené výučním listem (prodavač a kuchař–číšník) a nástavbové studium podnikání.

### Kultura
- 8smička – Kamarytova 97
- Městské kulturní a informační středisko – Muzeum Dr. Aleše Hrdličky – Horní náměstí 273
- Výstavní sál – Dolní náměstí 253
- Muzeum vah – Pelhřimovská 1054
- Skanzen Zichpil
- Městská knihovna v Humpolci
- Muzeum historických vozidel Humpolec
- Včelařský skanzen v Humpolci
- Zóna pro umění 8smička
- Pěvecký sbor Čech a Lech[8]

### Sport
Ve městě se nachází sportovní hala, kde jsou hřiště na badminton, squash a tenis. TJ Jiskra Humpolec má 770 členů a 12 oddílů ve sportech: národní házená, košíková, volejbal, moderní gymnastika, stolní tenis, šachy, karate, atletika, taekwondo, turistika, ASPV (sport pro všechny) a jóga. Oddíl hokeje se v roce 2023 osamostatnil. Má k dispozici čtyři sportoviště – sportovní halu, sokolovnu, hřiště pro národní házenou a atletický stadion. Technické služby Humpolec provozují sportovní areál v ulici Okružní, kde se nachází krytý zimní stadion, fotbalová hřiště s umělou a přírodní trávou, letní koupaliště Žabák, skatepark, dva antukové kurty na volejbal a tenis a kurt na plážový volejbal.  Automotoklub Zálesí Humpolec pořádá autokrosové závody. Fotbalový tým AFC Humpolec hraje v sezoně 2017/18 v Přeboru kraje Vysočina a od sezóny 2018/2019 hraje po 49. letech Moravskoslezskou divizi. 

## Ocenění
V roce 2017 město získalo ocenění Cena hejtmana Kraje Vysočina za společenskou odpovědnost v kategorii veřejný sektor – obce. V roce 2018 získalo město Cenu hejtmana Kraje Vysočina za společenskou odpovědnost, 3. místo v kategorii veřejný sektor – obce. Město také již poosmé za posledních 10 let vyhrálo krajské ocenění Město pro byznys.

## Pamětihodnosti
- Farní kostel svatého Mikuláše

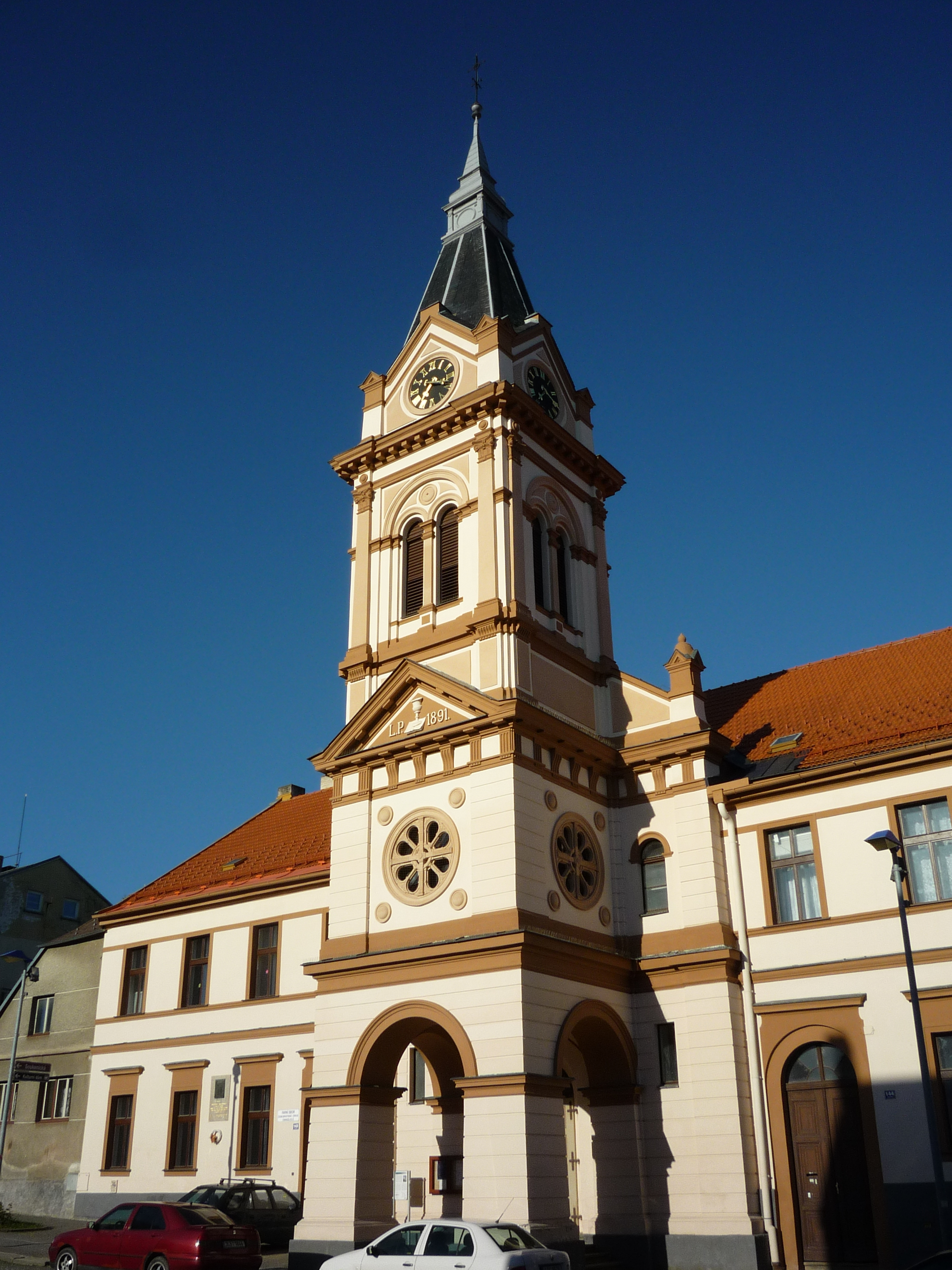
Evangelický kostel

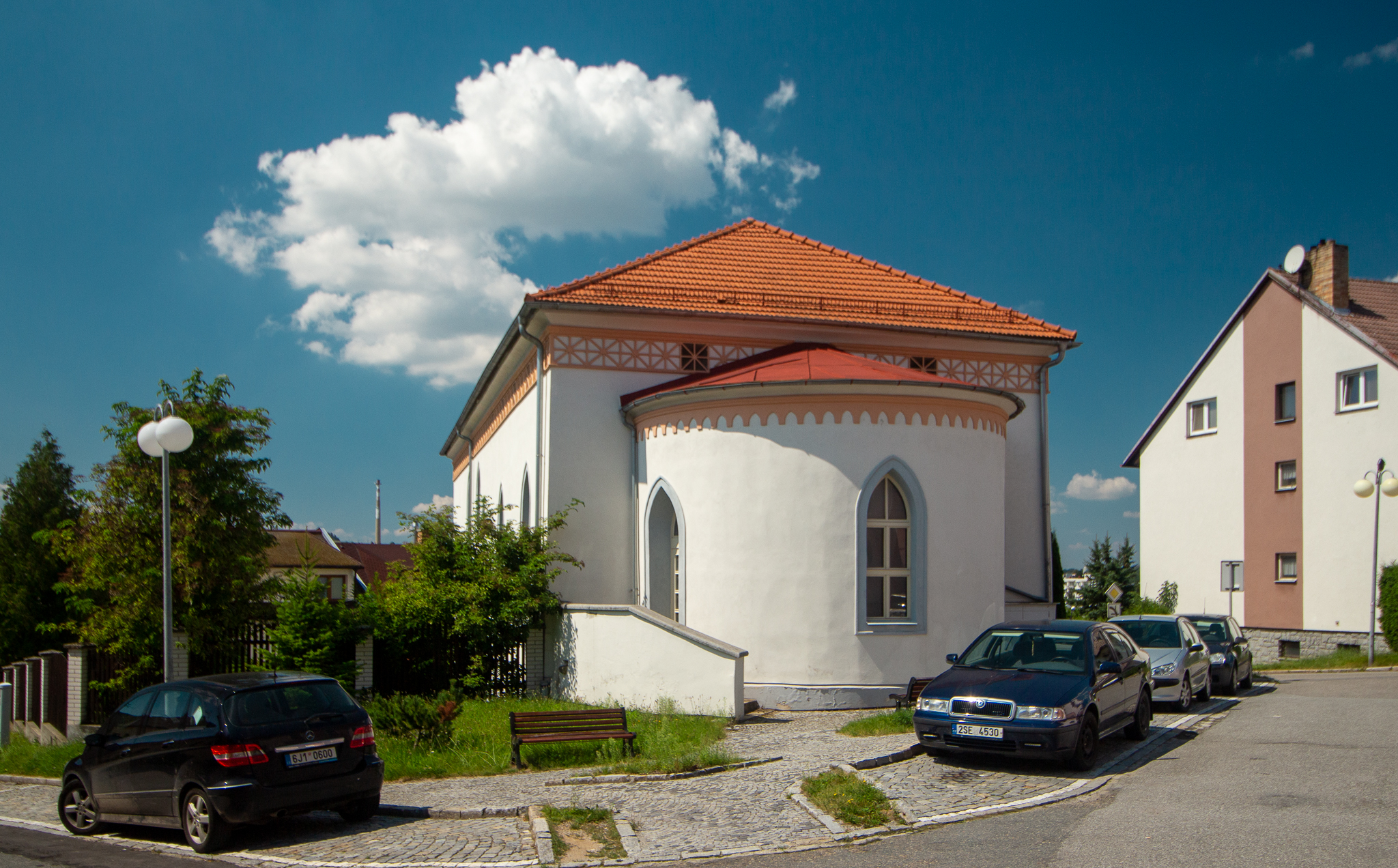
Někdejší humpolecká synagoga. V roce 1961 byla adaptována a dnes je využívána husitskou církví

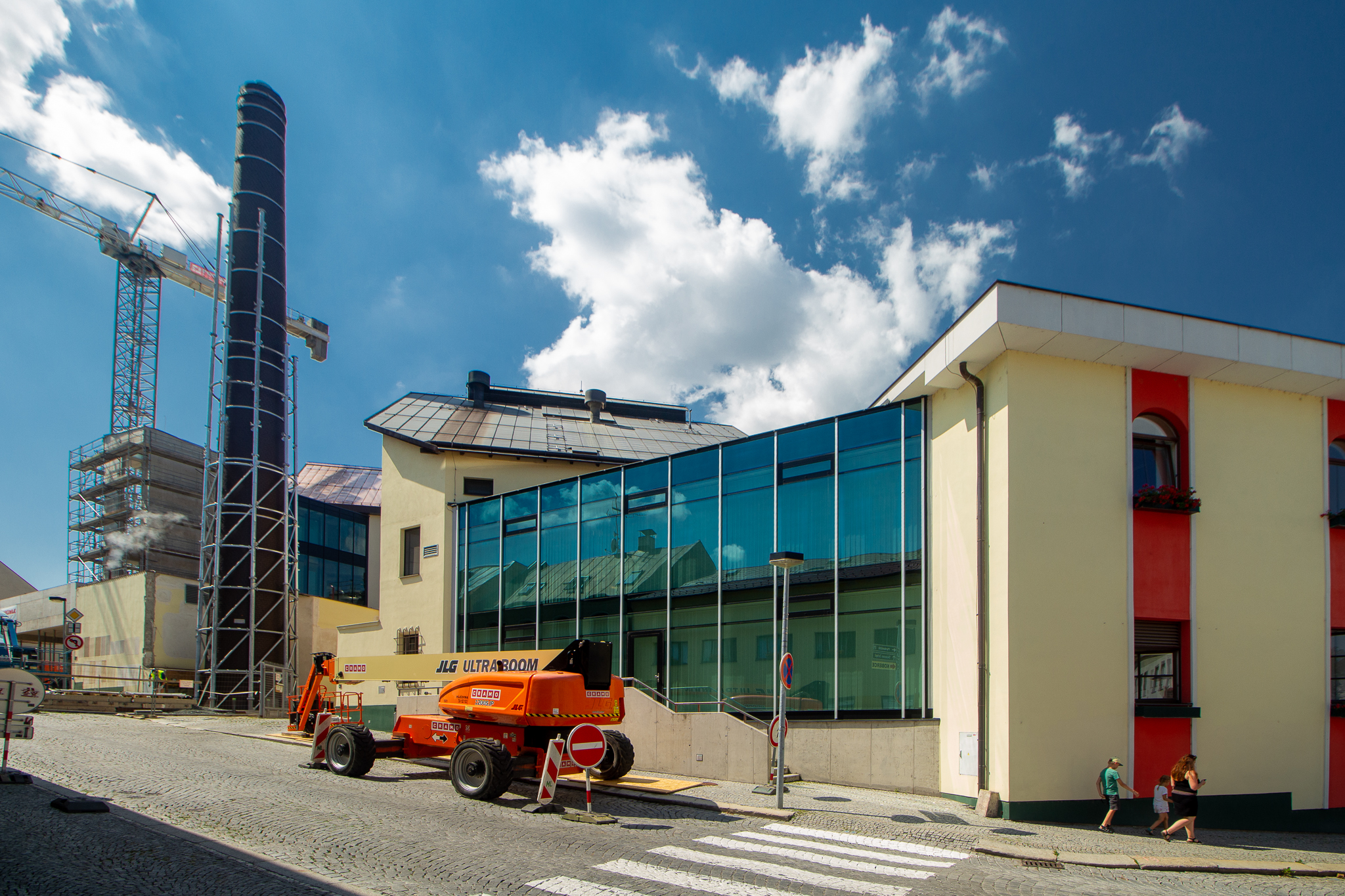
Rodinný pivovar Bernard

- Evangelický kostel – stavba z letech 1861 a 1862 dle plánů stavitele Jana Martina. Věž kostela byla dokončena roku 1891. Věž je postavena v novogotickém slohu a stojí na čtyřech pilířích.
- Hřbitovní kostel sv. Jana Nepomuckého – stavba z roku 1869 vznikla díky sbírkám a darům. Věž byla postavena a interiér vybaven v pozdějších letech. Jde o jednolodní novogotickou stavbu s věží a třemi oltáři obklopenou hřbitovem.
- Toleranční kostel – pozdně barokní stavba vystavěna roku 1785. Jeden z prvních tolerančních kostelů v Čechách. Následkem stavby tohoto kostela zdejší evangelický sbor získal 53 nových členů. Později kostel upraven zaklenutím oken a proražením vstupu v průčelí kostela. Po stavbě nového evangelického kostela na Českém městě sloužil toleranční kostel převážně jako pohřební.
- Fara (děkanství) – barokní stavba z roku 1732. Stěny členěny lizénovými pásy, okna se šambránami, uprostřed v přízemí portál zakončený segmentem.[20]
- Synagoga – U Vinopalny 492
- Židovský hřbitov
- Medova vila – stavba navržena architektem Josefem Gočárem v konstruktivistickém a funkcionalistickém stylu. Součástí stavby je i okrasná zahrada.
- Budova spořitelny – původně soudní budova. Po propuštění města z poddanství roku 1807 zde sídlila radnice. V roce 1848 tu promluvil z okna Karel Havlíček Borovský jako čerstvě zvolený humpolecký poslanec do říšského sněmu. V roce 1906 tu měl přednášku Karel Kramář k 50. výročí Havlíčkova úmrtí. Ve stejném roce zde byl i T. G. Masaryk. Současná budova vystavěna roku 1929 dle návrhu Č. Musila. Na budově pamětní deska Karla Havlíčka Borovského od sochaře Josefa Šejnosta z roku 1935.[20]
- Budova městské knihovny – postavena roku 1873 jako nová radnice. Projekt navrhl architekt Josef Zítek. Jde o reprezentativní stavbu v novorenesančním slohu. V současnosti je zde umístěna městská knihovna.
- Radnice – secesní stavba z let 1912–1914 dle návrhu architekta F. Kavalíra. Dvoupatrová stavba se segmentovým štítem a po stranách s arkýři.[20] Do stavby je zazděn kamenný portál z hradu Orlíka s letopočtem 1548. Druhé podlaží s prvky novobarokního slohu. Sochařská výzdoba od herce a sochaře Františka Fialy (Ferenc Futurista). V přízemí stavby pamětní deska druhoválečného stíhacího esa Josefa Dygrýna.
- Pomník rodáka antropologa Aleše Hrdličky a jeho muzeum
- Pomník Tomáše Garrigue Masaryka – od Vincence Makovského s urbanistickým řešením od Josefa Gočára. Pomník byl slavnostně odhalen na Tyršově náměstí v roce 1937. Díky změnám režimů – nacionální socialismus a komunismus – byl pomník třikrát odstraněn a následně znovu postaven.
- Pomník rumunských vojáků nad železniční tratí
- Pamětní deska nejslavnějšímu přistěhovalci Hliníkovi
- Pamětní deska Ivanu Martinu Jirousovi na křižovatce ulic Jihlavská a Zichpil[21]
- Pamětní deska Janu Zábranovi na budově hotelu Černý kůň[22]
- Pamětní deska obětem doby nesvobody u kostela sv. Mikuláše[23]
- Pomník Alexandru Dubčekovi u dálnice D1[24]
- Štůly pod hradem Orlíkem – na Humpolecku se těžilo ve středověku zlato, a to buď dolováním z pevné horniny (primární výskyt) anebo rýžováním z nezpevněných hornin (sekundární výskyt). Nedaleko hradu Orlíku se v lese nachází téměř půlkilometrové pásmo hornických prací, jehož součástí je 100 metrů dlouhý (a dobře zachovalý) hlavní úsek hornických dobývek o hloubce 5–7 metrů se zavaleným dnem. Hlavní úsek dobývek pokračuje směrem k západu ve formě 20–30 m širokého pásma dobývek a odvalů o délce cca 170 m, které je následováno řadou mělkých průzkumných dobývek. K východu dobývky přecházejí ve vzájemně propojený systém prací. Ložisko bylo téměř kompletně vytěženo. Zrudnění (páskovaná, vtroušená a výjimečně žilná textura) je zde vázáno na pararuly, ložní křemenné žíly a čočky a hrubozrnné rekrystalované a pokřemenělé polohy erlanu se sulfidy. Zrudnění dosahovalo mocnosti 1–2,5 m. Obsah zlata se zde pohybuje od 0,3 do 10,8 g na tunu. Lokalita patří k nejzajímavějším památkám středověkého hornictví v okolí Humpolce a je chráněna.[25]
- Rýžoviště zlata Březinka – v nejstarší době zde bylo v nižších partiích směrem k obci Čejov rýžováno zlato. Ve 13. století až 14. století zde bylo těženo zlato pravděpodobně i hornickým způsobem. Dále se zde začátkem 20. století krátce těžil živec. Těžba zlata byla prováděna u Humpolce pouze na těchto lokalitách a na lokalitě Trucbába u Humpolce-Hněvkovic.[25]

## Doprava

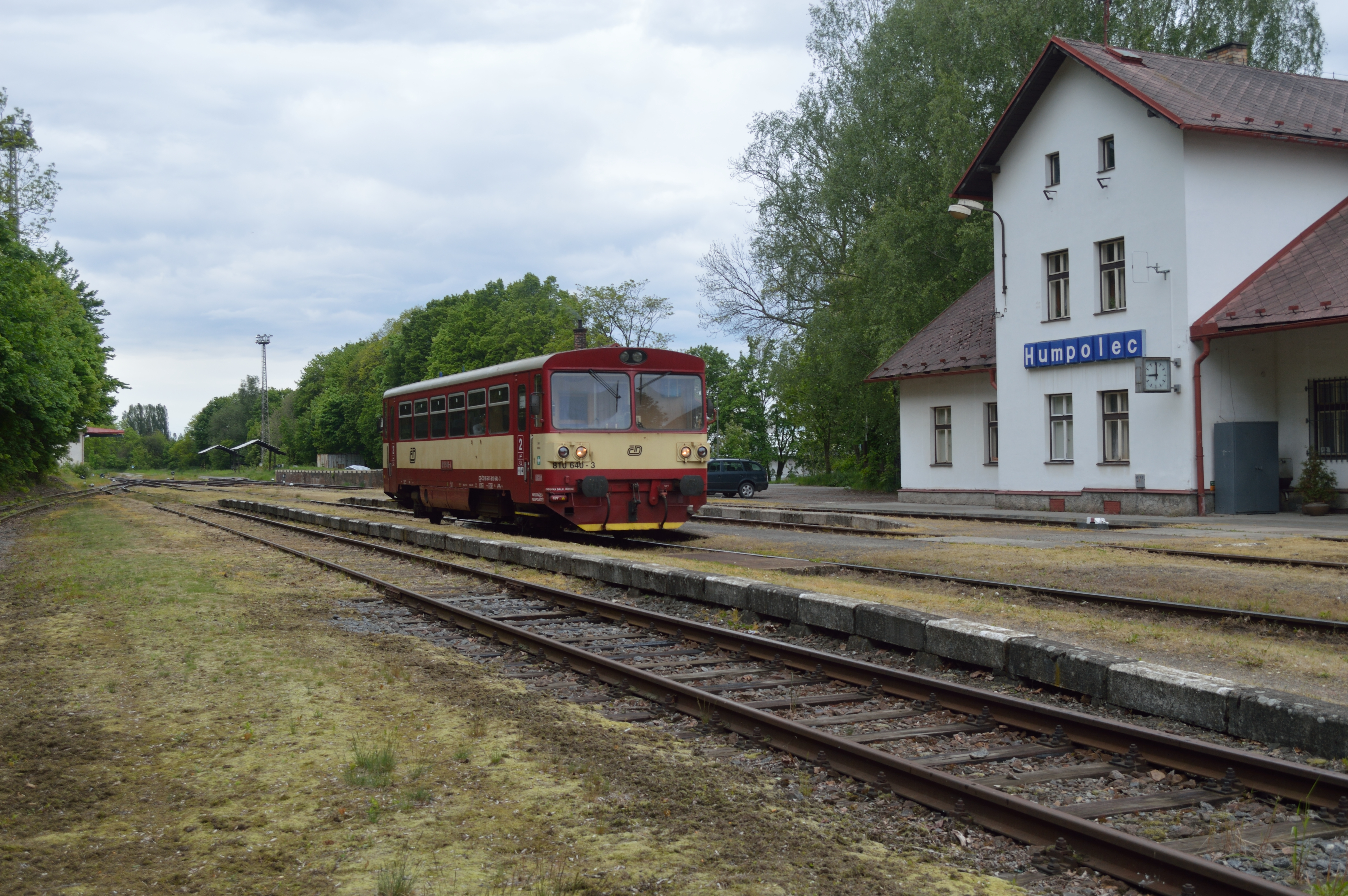
Železniční stanice

### Železniční doprava
Železniční stanice Humpolec je koncovou stanicí na železniční trati Havlíčkův Brod – Humpolec.

### Silniční doprava
Katastrem města prochází dálnice D1, která se na území sousedního Vystrkova kříží na exitu 90 se silnicí I/34. Dále tudy prochází silnice II. třídy:
- II/129 v úseku Křelovice – Petrovice – Humpolec
- II/347 v úskeu Světlá nad Sázavou – Humpolec
- II/348 v úseku Rozkoš – Štoky
- II/523 v úseku Větrný Jeníkov – Krasoňov – Humpolec

a silnice III. třídy:
- III/03418 Humpolec – Vilémov – Plačkov – Kamenice
- III/12924 Sedlice – Hněvkovice – Humpolec
- III/12924a ze silnice III/12924 do Kletečné
- III/12934 Humpolec – Brunka
- III/12935 Humpolec – Jiřice
- III/12936 II/130 – Lhotka – Jiřice
- III/13116 Krasoňov – Mikulášov
- III/34771 Humpolec – Světlice – Budíkov
- III/34775 Bystrá – II/523

## Osobnosti
- Vlasta Bohdalová (* 1957), politička a pedagožka
- František Hamza (1868–1930), lékař a spisovatel
- Jindřich Honzl (1894–1953), divadelní a filmový režisér
- Aleš Hrdlička (1869–1943), antropolog
- Miluše Horská (* 1959), politička a vysokoškolská pedagožka
- Milan Hrala (1931–2015), vysokoškolský pedagog, rusista a bohemista
- Ferdinand Hrejsa (1867–1953) historik, teolog, děkan, překladatel a publicista
- Dušan Kadlec (1942–2018), malíř marin působící v Kanadě
- Jan Ferdinand Kamarýt (1805-1870), kronikář města Humpolec
- Anděla Kozáková-Jírová (1897–1986), doktorka práv, notářka
- Dobroslav Krejčí (1869–1936), statistik a rektor Masarykovy univerzity
- František Xaver Kryštůfek (1842–1916), římskokatolický kněz, teolog, rektor Univerzity Karlovy
- Jan Miloslav Kryštůfek (1844–1924), pedagog a historik
- Ivan Martin Jirous (1944–2011), básník a publicista
- Otto Mettal (1848–1921), šlechtic a politik
- Jiří Myron (1884–1954), herec, režisér a divadelní ředitel
- Jaromír Mysliveček (1922–1997), český fyziolog
- Karel Skorkovský (1881–1959), stavební inženýr a podnikatel a zakladatel firmy Dr. Ing. K. Skorkovský
- Jiří Skorkovský  (1873–1931), politik a poslanec, ředitel tiskárny ministerstva obrany a odborový rada MNO, novinář
- Josef Stránský (1872–1936), dirigent, hudební skladatel
- Pavel Sukdolák (1925–2022), ilustrátor, grafik, malíř a autor příležitostných textů
- Čeněk Vosmík (1860–1944), sochař
- Jan Zábrana (1931–1984), spisovatel a překladatel
- Jan Želivský (1380–1422), husitský kněz a kazatel

## Části města
- Humpolec
- Brunka
- Hněvkovice
- Kletečná
- Krasoňov
- Lhotka
- Petrovice
- Plačkov
- Rozkoš
- Světlice
- Světlický Dvůr
- Vilémov

## Zajímavosti
- Humpolec je spojován s fiktivní postavou Hliníkem z filmu Marečku, podejte mi pero!, který zde má své HLINÍKárium, které bylo otevřeno 22. září 2006 za přítomnosti Zdeňka Svěráka a Ladislava Smoljaka. Nedaleko HLINÍKária se nachází park Stromovka s pamětní deskou Hliníkovi (odhalena 8. září 2002).
- Asi 2 km od centra města se nachází zřícenina hradu Orlík, od roku 2014 sloužící jako rozhledna.
- Rozhledna na pivovarském komíně v centru města, otevřena v roce 2022.
- V Humpolci byly natočeny filmy Údolí krásných žab a Dobří holubi se vracejí. Na nedaleké zřícenině hradu Orlík filmová pohádka Jak se budí princezny.
- Poesiomat – na Horním náměstí

## Partnerská města
- Námestovo, Slovensko
- Karlovac, Chorvatsko[26]

### LIteratura
- BEZSTAROSTA, Michal. Hudební život na Humpolecku na přelomu 19. a 20. století. Brno, 2011.  Bakalářská práce. Masarykova univerzita. Vedoucí práce Jiří Zahrádka.   Dostupné online.

- KAMARÝT, Jan. Kamarýtova kronika : kronika Jana Kamarýta a jeho pokračovatelů (1848-1915). 2. vyd. V Humpolci: [Z. Škrabánek], 2016. ISBN 978-80-260-7318-5, ISBN 80-260-7318-5. OCLC 907521008